# 접두사

접두사(接頭辭, prefix)는 어떤 단어(어근)의 앞에 붙어 뜻을 첨가하여 하나의 다른 단어를 이루는 말을 이른다.
- 예 : ‘맨주먹·덧버선·풋사과·군소리’ 등에서 ‘맨―’·‘덧―', '풋-', '군-' 따위

## 수량 접두사
숫자 접두사는 접두사로서 숫자의 의미를 담고있다. 영어, 그리스어, 중국어 및 한국어 등 다양한 언어에서 확인해 볼 수 있다.
'한-' 그 수량이 하나임을 나타내거나 ‘큰’의 뜻을 더하는 접두사.
'tri-' 그 수량이 3임을 나타내는 영어 및 그리스어 접두사

## 같이 보기
- 접사
- 접미사
- 접두음